# Industria minera de Tanzania

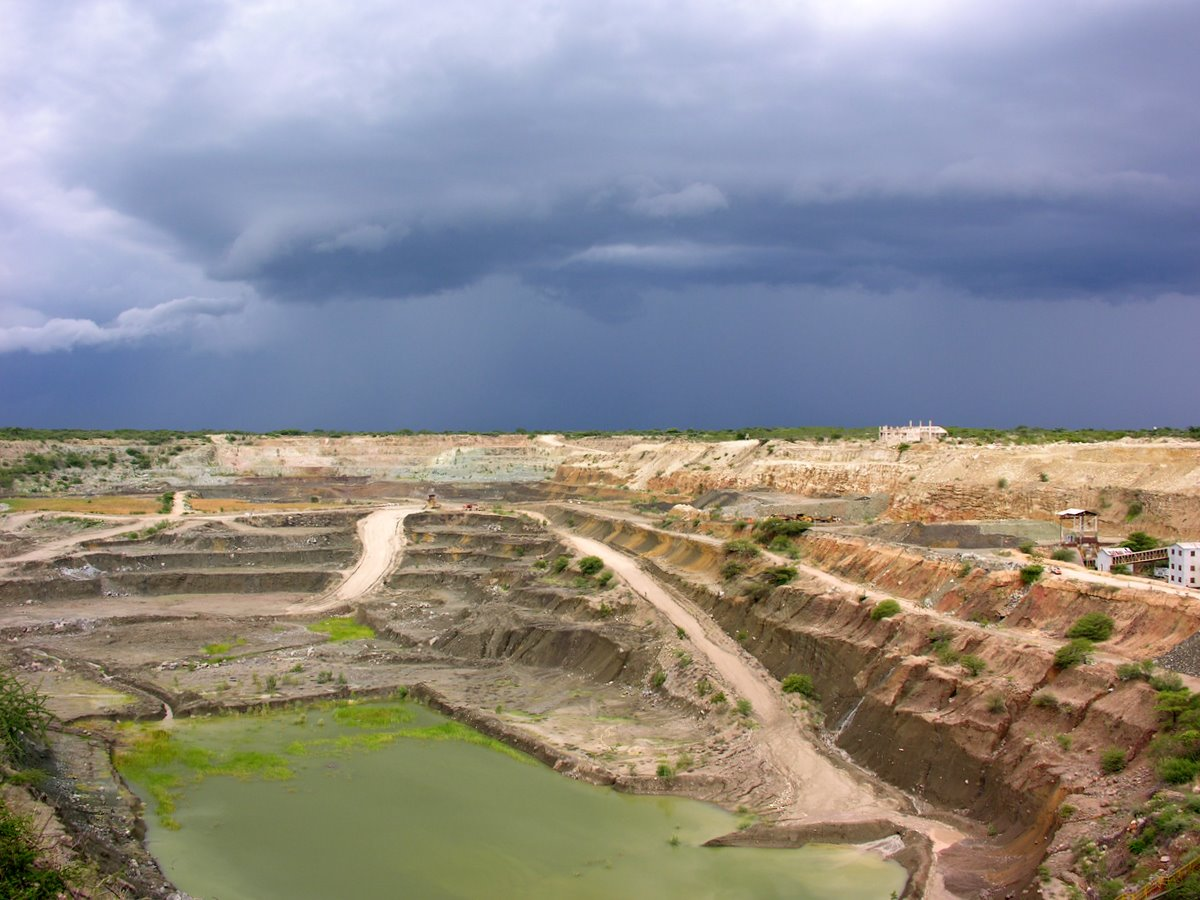
Mina de diamantes Williamson.

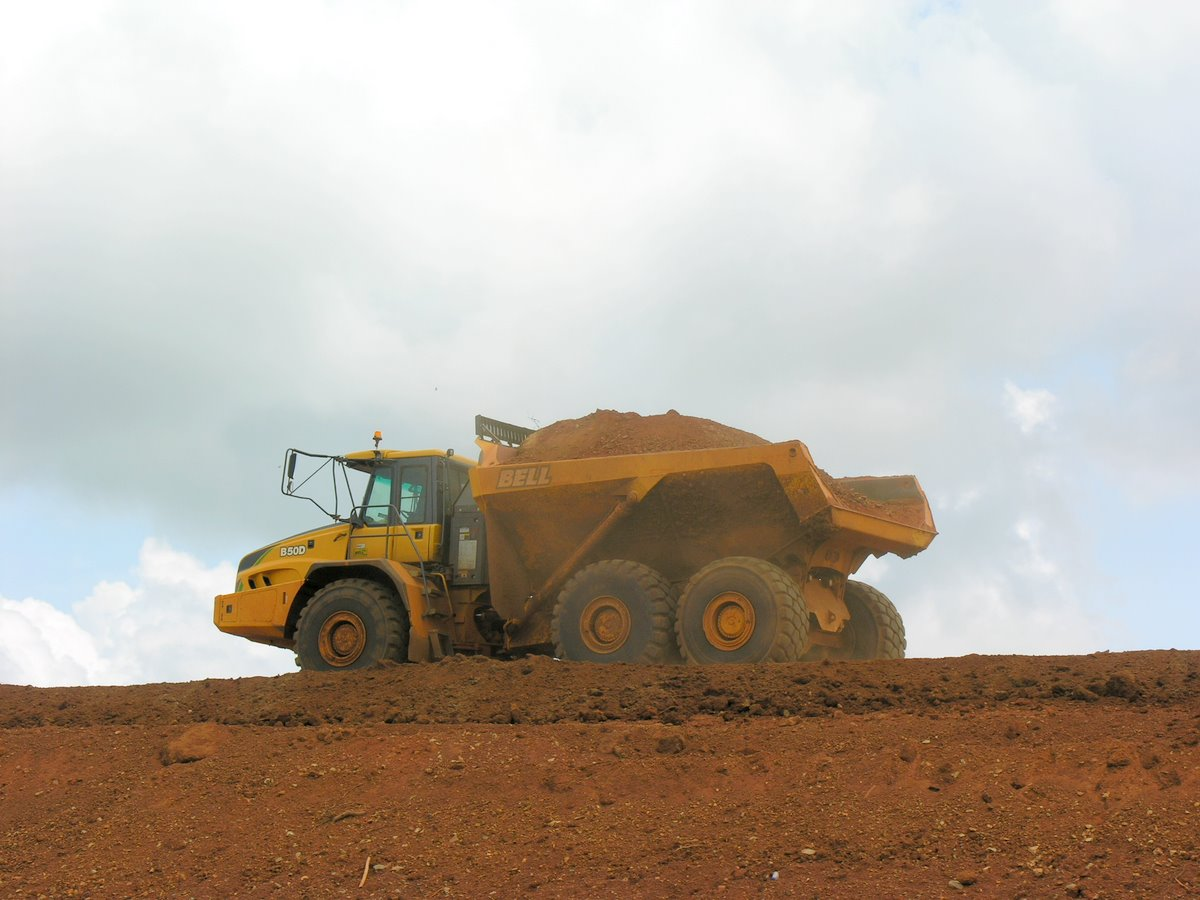
Haul truck en la mina de oro Buzwagi.

La industria minera de Tanzania proporciona trabajo a más de un millón de personas en dicho país, la mayor parte está empleada en operaciones mineras artesanales. 

## Historia
Aunque la industria de la minería originalmente era propiedad y controlada por el gobierno, las leyes mineras se relajaron en las décadas de 1980 y de 1990, al permitir la propiedad privada de concesiones mineras y la participación de compañías extranjeras. En 2008, la industria minera empleó un estimado de un millón de personas en las operaciones artesanales, aunque una cifra exacta es difícil de obtener debido a la naturaleza de la industria. En 2011, la contribución del sector minero a la economía aumentó 2.1% por encima del porcentaje de 2010 (2.7%). A partir de 2011,  había 50,000 mineros participantes en la extracción de piedras preciosas. En 2015 el Banco Mundial ofreció un préstamo a Tanzania de $45 millones de dólares para mejorar la pequeña industria minera en la Tanzania rural.

## Producción e impacto
La minería ilegal es frecuente en Tanzania, y plantea un riesgo significativo para los que realizan esta práctica. En 2015, un túnel se derrumbó en una mina ilegal cerca de la Mina de Oro de Bulyanhulu, provocando la muerte de 19 personas.
Los trabajadores de las minas pequeñas de Tanzania tienen que lidiar con la ventilación significativamente más pobre que sus contrapartes en las operaciones más grandes. La exposición a la sílice en una mina pequeña es más de doscientas veces mayor que en un lugar más grande, mientras que la exposición al sílice es más de trescientos veces el límite establecido por NIOSH en los Estados Unidos. La tuberculosis en mineros de Tanzania es significativamente mayor que la media del país.

## Marco legal
La minería estaba estrictamente controlada y era operada por el gobierno durante las décadas de 1970 y 1980. Las concesiones mineras fueron abiertas a los individuos, lo que disparó la pequeña industria minera de Tanzania. En la década de 1990, las leyes fueron relajadas aún más para fomentar la introducción de compañías que impulsarían las exportaciones de productos mineros y la inversión por parte de las compañías mineras internacionales las cuales abrirían operaciones mineras en gran escala. La legislación importante para la industria minera incluye el Acta de la Política Mineral de 1997, el Acta de Minería de 1998 y el Acta de Minería de 2010. La última pieza de legislación otorgó a la empresa minera un mayor porcentaje de las regalías en oro y metales básicos, diamantes en bruto, piedras preciosas de colores, uranio y otros minerales; haciendo obligatoria para las compañías mineras estar inscritos en la bolsa de valores y proporcionando al gobierno una participación en todos proyectos mineros nuevos. Tanzania ha aceptado el Esquema de Certificación de Proceso de Kimberley.

## Productos básicos
La industria minera contribuye significativamente a la economía de Tanzania, principalmente a través de la extracción de cobre, oro, y plata, junto con algunos minerales industriales y piedras preciosas como diamantes. Las empresas mineras internacionales dominan la industria en la extracción de oro y diamantes, con operaciones adicionales de minería en pequeña escala dispersos en todo el país.
Tanzania es el cuarto productor de oro en África detrás de Sudáfrica, Malí, y Ghana,  y en 2010 aportó el 2% de la producción de oro del mundo. El gas natural es el producto combustible que se extrae. Y la tanzanita es un producto exclusivo del país.